# 오진 (원나라)
오진(吳鎭, 1280년 ~ 1354년)은 중국 원나라의 화가이다.
그는 한평생 고향을 떠나지 않은 채 그곳에서 서당을 열어 제자를 가르치며 가난한 생활을 하였다. 그는 원나라 말기 남종화를 성립시킨 화가로서 특히 산수와 대나무를 잘 그렸다. 당시 황공망, 예찬, 왕몽과 함께 4대 화가로 불린다. 시와 글씨에도 뛰어나 자기의 그림에 시를 써서 설명한 《매도인 유묵》이 명나라 때 발간되기도 하였다. 그의 작품으로는 《가화 팔경도》, 《동정어은도》 등이 있다.